# Mes chers contemporains
Mes chers contemporains (abrégé en MCC) est une websérie française d'analyse politique et d'éducation populaire créée et présentée par le vidéaste Usul. Elle est composée d'une série de portraits d'acteurs de la vie politique, médiatique ou intellectuelle française. Elle est diffusée sur YouTube et sur Dailymotion et financée participativement via la plateforme Tipeee.

## Concept
Chaque épisode est un portrait d'une personnalité politique/médiatique ou d'un courant de pensée politique servant de prétexte à une analyse et une prise de position personnelle sur des questions de société. L'auteur affirme, au fur et à mesure des épisodes, une position anticapitaliste et altermondialiste, « tendance Occupy Wall Street » critique envers les institutions politiques et médiatiques. Il se montre également critique, bien qu'il partage leurs idées, envers des mouvements ou membres de la gauche anticapitaliste, partis trotskistes comme la LCR (dont il affirme avoir été membre) ou intellectuels de gauche comme Judith Bernard.
Usul revendique son émission comme s'inscrivant dans une démarche d'éducation populaire, de vulgarisation inspirée des films de Gilles Balbastre et des spectacles de Franck Lepage. En réaction au succès sur Internet des discours d'extrême-droite, « il s'emploie à fédérer l'hémisphère gauche des Youtubeurs », et participe à l'émergence sur Internet d'une génération de vidéastes critiques et plus politisés, comme Osons causer, Le Stagirite, Dany Caligula ou Le Fil d'Actu.

## Contexte de production

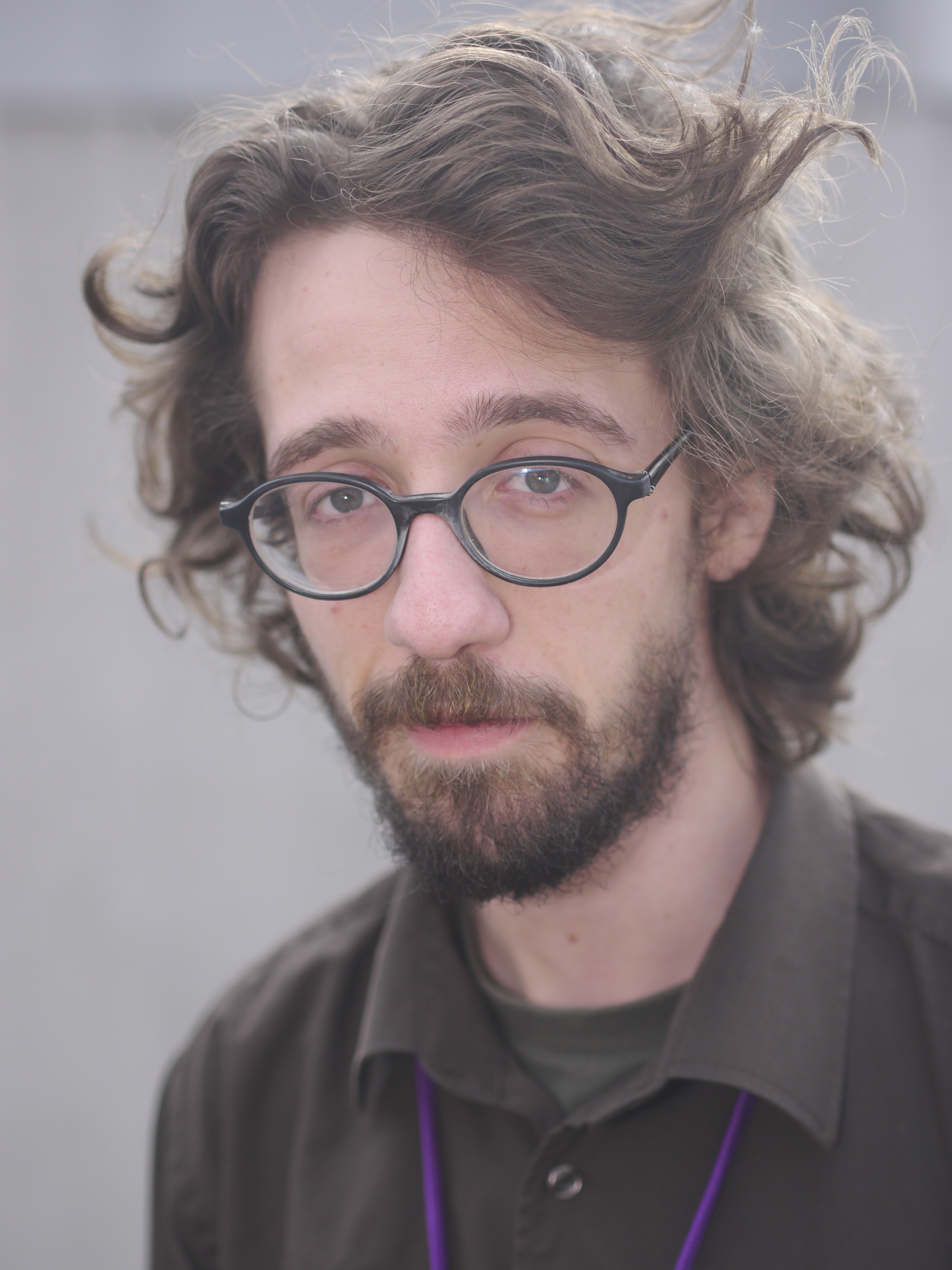
Usul en 2013.

En janvier 2014, Usul interrompt la production de l'émission à succès 3615 Usul pour « raisons personnelles ». En mars 2014, il crée une chaîne YouTube dédiée à des "chroniques hors jeux vidéo", avec une première vidéo d'une émission devant s'appeler Chroniques du Monde Libre, vidéo consacrée à la télévision.
En avril 2014, Usul change de format et propose le premier épisode de Mes Chers Contemporains. Il crée également une page sur la plateforme de micro-financement Tipeee, annonçant souhaiter se désengager du système de financement de YouTube basé sur la publicité. En décembre 2015, l'émission Mes Chers Contemporains est la plus soutenue de la plateforme Tipeee, en termes de nombre de contributeurs (plus de 1 000) comme en termes de montant par épisode (plus de 10 500 €), une somme bien supérieure à ce qu'aurait rapporté la publicité.

### Fiche technique
- Texte, voix et montage : Usul.
- Illustrations : Sylvain « Tohad » Sarrailh.
- Mix : 6coups6mouches.

## Réception
Chaque épisode de Mes chers contemporains a été vu entre 400 000 et 1 100 000 fois sur YouTube. Les retours, positifs, viennent pour la plupart de la presse web militante.
En septembre 2014, Usul publie une vidéo consacrée à l'essayiste français Étienne Chouard dans laquelle il réfute les accusations de collusion avec les milieux fascistes et antisémites. Il se rétracte le soir même, jugeant qu'il a « raté le coche » et que les liens de Chouard avec des personnalités comme Alain Soral vont au-delà des « erreurs pardonnables ».

## Épisodes
| Titre | Titre                                            | Date de publication | Durée       | Thème et thèses | Notes |
| ----- | ------------------------------------------------ | ------------------- | ----------- | --- | --- |
|       | Le Philosophe (Bernard-Henri Lévy)               | 13 avril 2014       | 20 min 37 s | - La « nouvelle philosophie », présentée comme une entreprise de conversion de la gauche française, de la « pensée marxiste » à la « pensée néolibérale ». - Les causes de la sur-représentation médiatique de Bernard-Henri Lévy, malgré son manque de crédit universitaire.                                    | |
|       | Le Révolutionnaire (Olivier Besancenot)          | 26 mai 2014         | 23 min 16 s | - Le trotskisme, dont il impute la marginalisation politique par le refus des règles du jeu politique traditionnel par les organisations trotskistes françaises (notamment le Nouveau Parti anticapitaliste d'Olivier Besancenot).                                                                               | Usul lui-même est un ancien adhérent du NPA. |
|       | Le Citoyen (Étienne Chouard)                     | 22 juillet 2014     | 30 min 20 s | - Les arguments d'Étienne Chouard contre le suffrage universel et en faveur du tirage au sort en politique. - Les attaques dont celui-ci fait l'objet, de la part de groupes antifascistes, en raison de sa proximité avec l'extrême-droite, notamment l'essayiste et chef d'entreprise Alain Soral.             | Si l'épisode prend la défense de Chouard, Usul se rétracte le soir même de la diffusion, publiant un texte où il dit regretter d'avoir été « sans doute trop indulgent » avec lui, concluant par « J'ai foiré, on ne m'y reprendra plus ». |
|       | L'économiste (Frédéric Lordon)                   | 30 octobre 2014     | 31 min 6 s  | - Le travail et l'entreprise, à travers la philosophie spinoziste de Frédéric Lordon. - L'aliénation, le déterminisme et le structuralisme. - La gauche critique et intellectuelle française, à travers les figures de Judith Bernard, Pierre Carles, ou Serge Halimi.                                           | |
|       | La Polémiste (Élisabeth Lévy)                    | 1er mars 2015       | 34 min 8 s  | - La récupération de l'antiracisme et de la Marche des Beurs par le pouvoir mitterrandien, notamment à travers l'association SOS Racisme. - L'islamophobie et la crispation identitaire française, vues comme la production d'un « racisme respectable », notamment à travers la question du voile islamique.    | |
|       | Hors-série Les « Jeunes » (la Génération Y)      | 21 mai 2015         | 25 min 14 s | - La fracture générationnelle entre la génération Y et la précédente. - Les thèses de l'économiste Thomas Piketty sur les inégalités économiques et le retour à une « société d'héritiers ». | La majorité du public de l'émission[réf. nécessaire], et Usul lui-même, rentrent dans la tranche d'âge qualifiée de « génération Y ». |
|       | Le Salaire à Vie (avec Bernard Friot)            | 29 septembre 2015   | 34 min 8 s  | - Une critique du marché du travail et du système capitaliste. - Les thèses de Bernard Friot sur le « salaire à vie », vu comme une alternative à ces systèmes, et une critique du revenu de base, accusé d'en être le supplétif. - Une défense de la reconnaissance du travail domestique.                      | |
|       | La pensée 68 (sociologie et culture de l'excuse) | 31 janvier 2016     | 35 min 30 s | - Une défense des sciences sociales contre l'« obscurantisme » des pouvoirs politiques et médiatiques, qui les dénigre ou les ignore. - Une critique de la « propagande de guerre » au lendemain des attentats de Paris.                                                                                         | Le titre de l'épisode fait référence aux déclarations répétées du Premier Ministre Manuel Valls contre les analyses sociologiques du terrorisme, « car expliquer, c’est déjà vouloir un peu excuser ».                                     |
|       | Le Journaliste (David Pujadas)                   | 30 mai 2016         | 51 min 51 s | - Une analyse détaillée, sur une semaine, du journal de 20 heures de David Pujadas sur France 2. - Les causes systémiques de la partialité et de la médiocrité des discours médiatiques : course à l'audience, collusion avec les intérêts politiques et les intérêts privés, instantanéité et manque de moyens. | |
|       | Les flics (tout le monde déteste la police ?)    | 28 septembre 2016   | 43 min 35 s | - Une analyse de la violence policière, des bavures et du contrôle au faciès. | |

## Sources
- Paye ton projet, « Un YouTuber à succès qui refuse la pub, c'est possible », sur Le Mouv', 1er mai 2014 (consulté le 14 juin 2015)
- Antoine Hasday, « Usul peut-il nous débarrasser des youtubers ? », sur Technikart, 26 décembre 2015 (consulté le 1er mai 2016)
- Mathieu Dejean, « Usul, le youtubeur en guerre contre la fachosphère », sur Les Inrocks, 10 février 2016 (consulté le 1er mai 2016)
- Entretien par Ballast, « Usul, « Réinventer le militantisme » », sur Ballast, 22 février 2016 (consulté le 1er mai 2016)